# Comté de Jefferson (Missouri)
Pour les articles homonymes, voir Jefferson et Comté de Jefferson.
Le comté de Jefferson (en anglais : Jefferson County) est un Comté de l'État américain du Missouri.  

## Comtés voisins
- Comté de Saint Louis (au nord)
- Comté de Monroe (à l'est)
- Comté de Sainte Genevieve (au sud)
- Comté de Saint Francois (au sud)
- Comté de Washington (au sud-ouest)
- Comté de Franklin (à l'est)

## Villes
- Arnold
- Barnhart
- Hillsboro
- Imperial
- Festus
- De Soto
- Pevely
- High Ridge
- Fenton